# Scott Norwood
Pour les articles homonymes, voir Norwood.
(en) Statistiques sur pro-football-reference
Scott Allan Norwood, né le 17 juillet 1960 à Alexandria dans l'État de Virginie est un joueur américain de football américain évoluant au poste de kicker.

## Biographie

### Carrière universitaire
Il a joué au niveau universitaire au sein des Dukes de James Madison représentant l'Université James Madison au sein de la NCAA Division FCS.

### Carrière professionnelle
Après avoir obtenu son diplôme en affaires, il intègre comme professionnel en 1983 l'équipe des Stallions de Birmingham évoluant en United States Football League, une ligue nationale éphémère concurrente de la NFL composée de 18 franchises ayant existé de 1982 à 1986.
Il rejoint en 1985 la National Football League (NFL) en rejoignant la franchise des Bills de Buffalo avec lesquels il passe toute sa carrière dans la ligue. Il participe à deux Super Bowls perdus par les Bills, le Super Bowl XXV (joué le 5 janvier 1991, perdu contre les Giants de New York 20 à 19) et le Super Bowl XXVI (joué le 26 janvier 1992 contre les Redskins de Washington, 37-24). Il reste principalement connu pour avoir manqué le potentiel coup de pied gagnant dans les dernières secondes du Super Bowl XXV,.

## Statistiques
| Année  | Équipe           | MJ     |        | Field goals | Field goals | Field goals | Field goals |         | Extra Points | Extra Points | Extra Points |
| Année  | Équipe           | MJ     | Tentés | Réussis     | %           | Long        | Tentés      | Réussis | %            |              |              |
| 1985   | Bills de Buffalo | 16     | 17     | 13          | 76,5        | 49          | 23          | 23      | 100          |              |              |
| 1986   | Bills de Buffalo | 16     | 27     | 17          | 63          | 48          | 34          | 32      | 94,1         |              |              |
| 1987   | Bills de Buffalo | 12     | 15     | 10          | 66,7        | 45          | 31          | 31      | 100          |              |              |
| 1998   | Bills de Buffalo | 16     | 37     | 32          | 86,5        | 49          | 33          | 33      | 100          |              |              |
| 1989   | Bills de Buffalo | 16     | 30     | 23          | 76,7        | 48          | 47          | 46      | 97,9         |              |              |
| 1990   | Bills de Buffalo | 16     | 29     | 20          | 69          | 48          | 52          | 50      | 96,2         |              |              |
| 1991   | Bills de Buffalo | 16     | 29     | 18          | 62,1        | 52          | 58          | 56      | 96,6         |              |              |
| Totaux | Totaux           | Totaux | 184    | 133         | 72,3        | 52          | 278         | 271     | 97,5         |              |              |